# Кримська обласна рада депутатів трудящих XIII скликання
Кримська обласна рада депутатів трудящих тринадцятого скликання — представничий орган Кримської області у 1971—1973 роках.
Нижче наведено список депутатів Кримської обласної ради 13-го скликання, обраних 13 червня 1971 року в загальних та особливих округах. Всього до Кримської обласної ради 13-го скликання було обрано 186 депутатів по відкритих округах. Депутатів, обраних по закритих військових округах, у пресі не публікували.
| Прізвище, ім'я, по-батькові          | Місто чи район           | Виборчий округ | Посада | Примітки                          |
| ------------------------------------ | ------------------------ | -------------- | --- | --------------------------------- |
| Абрамова Надія Устинівна             | Ялта                     | № 75           | заступник голови Кримського облвиконкому                                                                                         |                                   |
| Авілова Марія Іванівна               | Керч                     | № 24           | контролер відділу технічного контролю заводу залізобетонних виробів № 6 тресту «Керчметалургбуд»                                 |                                   |
| Авраамов Георгій Миколайович         | Сімферопольський район   | № 145          | директор радгоспу «Виноградний»                                                                                                  |                                   |
| Адаменко Леонід Андрійович           | Кіровський район         | № 104          | тракторист колгоспу імені Червоної армії                                                                                         |                                   |
| Аникієнко Василь Антонович           | Джанкой                  | № 8            | машиніст електровоза Джанкойського локомотивного депо                                                                            |                                   |
| Антипіна Євгенія Іванівна            | Феодосія                 | № 61           | помічниця закрійника Феодосійської фабрики індивідуального пошиття та ремонту одягу                                              |                                   |
| Астафуров Іван Миколайович           | Керч                     | № 28           | агломератник Камиш-Бурунського залізорудного комбінату імені С. Орджонікідзе                                                     |                                   |
| Бабенко Марта Омелянівна             | Красноперекопський район | № 118          | гідротехнік радгоспу «Воїнський»                                                                                                 |                                   |
| Байраченко Людмила Олександрівна     | Севастополь              | № 163          | монтажниця Севастопольського електроремонтного заводу                                                                            |                                   |
| Барановський Василь Васильович       | Сімферополь              | № 43           | заступник голови Кримського облвиконкому                                                                                         |                                   |
| Басалаєва Віра Андріївна             | Сімферополь              | № 46           | начальник відділу Сімферопольського тролейбусного парку                                                                          |                                   |
| Бескровний Володимир Сергійович      | Сімферополь              | № 40           | машиніст тепловоза Сімферопольського локомотивного депо                                                                          |                                   |
| Бессараб Леонтій Григорович          | Ялта                     | № 76           | електрозварник заводу залізобетонних виробів тресту «Ялтаспецбуд»                                                                |                                   |
| Бєляков Микола Семенович             | Феодосія                 | № 62           | зварник Феодосійського механічного заводу                                                                                        |                                   |
| Білецька Любов Семенівна             | Сімферополь              | № 32           | ткаля Сімферопольської бавовняної ткацької фабрики                                                                               |                                   |
| Білолипецька Тамара Степанівна       | Сімферополь              | № 39           | майстер Сімферопольської швейної фабрики імені Крупської                                                                         |                                   |
| Бобашинський Володимир Олександрович | Севастополь              | № 171          | редактор газети «Кримська правда»                                                                                                |                                   |
| Богдашкін Павло Іванович             | Чорноморський район      | № 158          | голова Чорноморського райвиконкому                                                                                               |                                   |
| Бондар Петро Дмитрович               | Ленінський район         | № 121          | тракторист колгоспу «Україна» | повноваження припинені 28.06.1972 |
| Бондаренко Любов Абрамівна           | Севастополь              | № 186          | робітниця радгоспу «Золота балка»                                                                                                |                                   |
| Бородіна Ганна Павлівна              | Джанкойський район       | № 95           | бригадир-овочівник колгоспу «Батьківщина»                                                                                        |                                   |
| Варичев Михайло Якович               | Алушта                   | № 1            | голова Алуштинського міськвиконкому                                                                                              |                                   |
| Васильєв Віктор Васильович           | Красногвардійський район | № 112          | заступник голови правління колгоспу імені Кірова                                                                                 |                                   |
| Ващенко Валентина Анатоліївна        | Севастополь              | № 165          | швачка Севастопольської швейної фабрики                                                                                          |                                   |
| Вершков Дмитро Дементійович          | Ялта                     | № 78           | заступник завідувача відділу організаційно-партійної роботи Кримського обласного комітету КПУ; голова Ялтинського міськвиконкому |                                   |
| Вилкова Марія Миколаївна             | Білогірський район       | № 91           | виноградар колгоспу «Шлях Ілліча»                                                                                                |                                   |
| Войтович Євдокія Степанівна          | Сімферополь              | № 44           | слюсар Сімферопольської ДРЕС імені Леніна                                                                                        |                                   |
| Волкова Ірина Ігорівна               | Сімферополь              | № 50           | бригадир бригади укладальниць Сімферопольського механічного заводу                                                               |                                   |
| Галіс Тамара Михайлівна              | Севастополь              | № 173          | водій тролейбуса Севастопольського тролейбусного управління                                                                      |                                   |
| Гармаш Микола Данилович              | Роздольненський район    | № 134          | старший чабан радгоспу «Роздольненський»                                                                                         |                                   |
| Гетьман Олександра Павлівна          | Сімферопольський район   | № 147          | бригадир промислового стада курей птахофабрики «Південна»                                                                        |                                   |
| Головатова Діна Володимирівна        | Ялта                     | № 69           | телеграфіст-бригадир Ялтинського міського вузла зв’язку                                                                          |                                   |
| Головко Раїса Іллівна                | Кіровський район         | № 102          | бригадир виноградарської бригади радгоспу «Старокримський»                                                                       |                                   |
| Голоцван Семен Миколайович           | Севастополь              | № 176          | муляр-монтажник будівельного управління № 42 тресту «Севастопольбуд»                                                             |                                   |
| Гонтаренко Анатолій Софронович       | Джанкойський район       | № 97           | бригадир тракторної бригади колгоспу імені Леніна                                                                                |                                   |
| Гончаренко Ніна Миколаївна           | Красногвардійський район | № 106          | бригадир садівницької бригади колгоспу «Дружба народів»                                                                          |                                   |
| Гордєєва Ніна Федорівна              | Бахчисарайський район    | № 80           | доярка Кримської зональної тютюнової дослідної станції                                                                           |                                   |
| Гребенчук Клара Миколаївна           | Севастополь              | № 181          | намотувальниця майстерень зв’язку міста Севастополя                                                                              |                                   |
| Гржибовський Микола Гілярович        | Бахчисарайський район    | № 79           | бригадир садівницької бригади радгоспу імені Чкалова                                                                             |                                   |
| Гузова Олена Дмитрівна               | Ленінський район         | № 119          | бригадир виноградарської бригади радгоспу «Семисотка»                                                                            |                                   |
| Гульчак Борис Миколайович            | Совєтський район         | № 157          | секретар Кримського обласного комітету КПУ                                                                                       |                                   |
| Денисенко Іван Федорович             | Севастополь              | № 168          | начальник Головного управління рибної промисловості Азово-Чорноморського басейну                                                 |                                   |
| Деревенець Віра Григорівна           | Керч                     | № 22           | рибообробниця Керченського рибококомбінату                                                                                       |                                   |
| Дмитрієнко Тамара Григорівна         | Сімферопольський район   | № 153          | доярка навчально-дослідного господарства «Комунар»                                                                               |                                   |
| Дмитрійчук Катерина Євгенівна        | Сімферопольський район   | № 146          | робітниця садівницької бригади радгоспу «Сонячний»                                                                               |                                   |
| Драчова Тамара Яківна                | Алушта                   | № 2            | робітниця Алуштинського міського молокозаводу                                                                                    |                                   |
| Дубов Валентин Федорович             | Керч                     | № 29           | голова Керченського міськвиконкому                                                                                               |                                   |
| Дубровін Володимир Іванович          | Ялта                     | № 74           | начальник комбінату «Кримбуд» | повноваження припинені 28.06.1972 |
| Дума Марія Василівна                 | Первомайський район      | № 132          | головний зоотехнік колгоспу «Схід»                                                                                               |                                   |
| Дуянова Галина Леонідівна            | Сакський район           | № 141          | доярка колгоспу імені Войкова |                                   |
| Емін Аркадій Кузьмович               | Керч                     | № 21           | 1-й секретар Керченського міського комітету КПУ                                                                                  |                                   |
| Євгеньєва Надія Арсентіївна          | Сімферополь              | № 34           | бригадир Сімферопольської трикотажної фабрики № 1                                                                                |                                   |
| Жеребко Ніна Михайлівна              | Севастополь              | № 177          | оптик-механік Севастопольських ремонтних майстерень                                                                              |                                   |
| Жидких Володимир Олександрович       | Євпаторія                | № 12           | водій Євпаторійського автотранспортного об’єднання № 11063                                                                       |                                   |
| Жудова Лідія Юхимівна                | Чорноморський район      | № 159          | завідувачка птахоферми колгоспу «Більшовик»                                                                                      |                                   |
| Жучков Іван Федорович                | Бахчисарайський район    | № 85           | голова Бахчисарайського райвиконкому                                                                                             |                                   |
| Завгородній Іван Іванович            | Джанкой                  | № 7            | електрик Джанкойського ремонтно-механічного заводу                                                                               |                                   |
| Загребельний Борис Наумович          | Сімферополь              | № 30           | директор Сімферопольського заводу пластмас                                                                                       |                                   |
| Захаров Віталій Федорович            | Севастополь              | № 182          | начальник Кримського обласного управління внутрішніх справ                                                                       | повноваження припинені 27.09.1972 |
| Захаров В'ячеслав Романович          | Ялта                     | № 67           | слюсар управління Ялтинського морського торгового порту                                                                          |                                   |
| Захар'ян Левон Калустович            | Джанкойський район       | № 94           | голова колгоспу «Заповіт Леніна»                                                                                                 |                                   |
| Іванін Леонід Якович                 | Красноперекопський район | № 116          | директор Сімферопольського спеціалізованого тресту радгоспів зрошуваного землеробства і рисосіяння                               |                                   |
| Іванов Георгій Іларіонович           | Сімферополь              | № 38           | завідувач кафедри дитячої хірургії Кримського медичного інституту                                                                |                                   |
| Іванова Катерина Олександрівна       | Красногвардійський район | № 108          | бригадир виноградарської бригади колгоспу імені Калініна                                                                         |                                   |
| Івановський Георгій Васильович       | Красногвардійський район | № 111          | начальник Кримського обласного управління культури                                                                               |                                   |
| Ільїн Віктор Іванович                | Красногвардійський район | № 107          | голова Красногвардійського райвиконкому                                                                                          |                                   |
| Ільченко Анатолій Данилович          | Феодосія                 | № 57           | електрик Феодосійського морського торгового порту                                                                                |                                   |
| Ісаков Петро Петрович                | Бахчисарайський район    | № 83           | робітник радгоспу «Долиний» | повноваження припинені 29.03.1972 |
| Кайоткін В'ячеслав Миколайович       | Керч                     | № 20           | начальник Кримського обласного управління побутового обслуговування населення                                                    |                                   |
| Калантай Олександра Яківна           | Джанкойський район       | № 93           | бригадир овочівницької бригади радгоспу «Джанкойський № 3»                                                                       |                                   |
| Калиміна Раїса Петрівна              | Феодосія                 | № 58           | контролер відділу технічного контролю Феодосійської тютюнової фабрики                                                            |                                   |
| Камінський Іван Олександрович        | Севастополь              | № 169          | водій автоколони № 2203 міста Севастополя                                                                                        |                                   |
| Камнєв Микола Миколайович            | Євпаторія                | № 13           | токар Євпаторійського машинобудівного заводу                                                                                     |                                   |
| Кармазин Катерина Петрівна           | Джанкойський район       | № 98           | гідротехнік колгоспу «Росія» |                                   |
| Кириліна Алевтина Миколаївна         | Севастополь              | № 161          | верстатниця Севастопольського рибоконсервного комбінату                                                                          |                                   |
| Кириченко Микола Карпович            | Красногвардійський район | № 109          | 1-й секретар Кримського обласного комітету КПУ                                                                                   |                                   |
| Кирін Георгій Семенович              | Роздольненський район    | № 135          | голова Роздольненського райвиконкому                                                                                             |                                   |
| Кисляк Ніна Семенівна                | Сакський район           | № 139          | робітниця-овочівник Прибережненського радгоспу-технікуму                                                                         |                                   |
| Коваленко Дмитро Дмитрович           | Нижньогірський район     | № 125          | голова Кримського обласного об’єднання «Сільгосптехніка»                                                                         |                                   |
| Ковальов Анатолій Павлович           | Севастополь              | № 175          | слюсар Севастопольського морського заводу імені С. Орджонікідзе                                                                  |                                   |
| Ковальов Іван Михайлович             | Севастополь              | № 184          | машиніст екскаватора Балаклавського рудоуправління імені Горького                                                                |                                   |
| Конєва Валентина Федорівна           | Євпаторія                | № 11           | завідувачка терапевтичного відділення першої Євпаторійської міської лікарні                                                      |                                   |
| Коноваленко Михайло Михайлович       | Сакський район           | № 140          | завідувач відділу організаційно-партійної роботи Кримського обласного комітету КПУ                                               |                                   |
| Корень Віра Федорівна                | Бахчисарайський район    | № 84           | директор Бахчисарайської середньої школи № 2                                                                                     |                                   |
| Корнєєв Микола Іванович              | Севастополь              | № 183          | прокурор Кримської області |                                   |
| Коссик Нінель Іванівна               | Сакський район           | № 138          | вчителька середньої школи села Кримське Сакського району                                                                         |                                   |
| Котляр Валентина Іванівна            | Ленінський район         | № 123          | агроном-виноградар колгоспу імені Войкова                                                                                        |                                   |
| Кравець Микита Лаврентійович         | Білогірський район       | № 90           | голова Білогірського райвиконкому                                                                                                |                                   |
| Крюкова Анжеліта Павлівна            | Керч                     | № 27           | слюсар Керченського суднобудівного заводу                                                                                        |                                   |
| Куришев Олександр Іванович           | Сімферопольський район   | № 150          | голова Кримської обласної планової комісії                                                                                       |                                   |
| Кур'янов Володимир Павлович          | Сімферополь              | № 49           | електрозварник Сімферопольського заводу залізобетонних виробів                                                                   |                                   |
| Кучерук Микола Ілліч                 | Євпаторія                | № 16           | завідувач Кримського обласного відділу соціального забезпечення                                                                  |                                   |
| Лавриненко Світлана Борисівна        | Керч                     | № 25           | фрезерувальниця Керченського металургійного заводу імені Войкова                                                                 |                                   |
| Лешуков Анатолій Георгійович         | Кіровський район         | № 103          | голова правління Кримської обласної спілки споживчих товариств                                                                   |                                   |
| Логвиненко Леонід Якович             | Севастополь              | № 180          | начальник Кримського обласного управління КДБ                                                                                    |                                   |
| Лозицька Валентина Михайлівна        | Феодосія                 | № 60           | майстер цеху Феодосійської панчішної фабрики                                                                                     |                                   |
| Лозовий Михайло Панасович            | Сімферополь              | № 47           | голова Сімферопольського міськвиконкому                                                                                          |                                   |
| Макєєв Андрій Іванович               | Сімферополь              | № 53           | начальник Кримського обласного управління торгівлі                                                                               |                                   |
| Максимова Валентина Федорівна        | Ялта                     | № 68           | робітниця Ялтинського рибокомбінату                                                                                              |                                   |
| Макухін Олексій Наумович             | Керч                     | № 19           | 2-й секретар Кримського обласного комітету КПУ                                                                                   | повноваження припинені 28.06.1972 |
| Мамонтова Ксенія Борисівна           | Ленінський район         | № 124          | голова колгоспу імені XIX партз’їзду                                                                                             |                                   |
| Мамотько Микола Максимович           | Совєтський район         | № 156          | дояр колгоспу «Перемога» |                                   |
| Маркович Тетяна Володимирівна        | Севастополь              | № 162          | маляр Севастопольських арматурних майстерень                                                                                     |                                   |
| Марченко Клавдія Іванівна            | Нижньогірський район     | № 126          | бригадир виноградарської бригади колгоспу «Заповіт Леніна»                                                                       |                                   |
| Медведєва Катерина Назарівна         | Бахчисарайський район    | № 82           | колгоспниця колгоспу імені Ілліча                                                                                                |                                   |
| Мельник Борис Олександрович          | Сакський район           | № 143          | бригадир будівельної бригади колгоспу «Росія»                                                                                    |                                   |
| Меркушова Світлана Іванівна          | Євпаторія                | № 14           | бригадир Євпаторійської швейної фабрики                                                                                          |                                   |
| Мецов Петро Георгійович              | Феодосія                 | № 66           | завідувач Кримського обласного відділу охорони здоров’я                                                                          |                                   |
| Мироненко Галина Петрівна            | Красноперекопський район | № 115          | бригадир штукатурів будівельного управління № 49 тресту «Перекопхімбуд»                                                          |                                   |
| Мисов Леонід Дмитрович               | Євпаторія                | № 9            | голова Євпаторійського міськвиконкому                                                                                            |                                   |
| Михалевська Антоніда Михайлівна      | Сімферополь              | № 52           | слюсар-складальник Сімферопольського електромашинобудівного заводу                                                               |                                   |
| Мишкін Петро Андрійович              | Білогірський район       | № 89           | бригадир садівницької бригади радгоспу «Передгір’я»                                                                              |                                   |
| Мірошниченко Володимир Миколайович   | Сімферополь              | № 35           | начальник Кримського обласного управління кінофікації                                                                            |                                   |
| Молчанова Валентина Трифонівна       | Сімферополь              | № 55           | намотувальниця Сімферопольського заводу телевізорів                                                                              | повноваження припинені 27.09.1972 |
| Мордвинов Василь Михайлович          | Бахчисарайський район    | № 81           | голова колгоспу імені Леніна |                                   |
| Мотижев Сергій Володимирович         | Севастополь              | № 170          | студент Севастопольського приладобудівного інституту                                                                             |                                   |
| М'ягков Степан Петрович              | Первомайський район      | № 130          | голова Первомайського райвиконкому                                                                                               |                                   |
| Низовий Іван Никонович               | Феодосія                 | № 63           | завідувач відділу комунального господарства Кримського облвиконкому                                                              |                                   |
| Никаноров Олексій Геннадійович       | Сакський район           | № 136          | голова Сакського райвиконкому |                                   |
| Павлишина Раїса Петрівна             | Джанкой                  | № 6            | токар Джанкойського машинобудівного заводу                                                                                       |                                   |
| Павлов Михайло Федорович             | Сімферополь              | № 33           | слюсар Сімферопольського машинобудівного заводу                                                                                  |                                   |
| Парамєєв Володимир Васильович        | Джанкой                  | № 5            | голова Джанкойського міськвиконкому                                                                                              |                                   |
| Пархаєва Валентина Василівна         | Феодосія                 | № 59           | оформлювачка іграшок Феодосійської фабрики іграшок                                                                               |                                   |
| Патракова Алла Миколаївна            | Ялта                     | № 72           | медична сестра санаторію «Енергетик»                                                                                             |                                   |
| Перебийніс Антоніна Іванівна         | Сакський район           | № 144          | зоотехнік колгоспу імені Горького                                                                                                |                                   |
| Петлюк Іван Васильович               | Євпаторія                | № 17           | обрубник труб Керченського труболиварного заводу                                                                                 |                                   |
| Планетов Семен Олександрович         | Кіровський район         | № 99           | голова Кіровського райвиконкому                                                                                                  |                                   |
| Полякова Ніна Петрівна               | Сімферополь              | № 41           | технік-технолог Сімферопольського заводу продовольчого машинобудування імені Куйбишева                                           |                                   |
| Проворова Надія Василівна            | Роздольненський район    | № 133          | доярка колгоспу «Радянська Батьківщина»                                                                                          |                                   |
| П'янков Федір Олександрович          | Алушта                   | № 4            | завідувач фінансового відділу Кримського облвиконкому                                                                            |                                   |
| Радченко Михайло Іванович            | Джанкойський район       | № 96           | голова Джанкойського райвиконкому                                                                                                |                                   |
| Растригіна Галина Вікторівна         | Євпаторія                | № 10           | старший продавець Євпаторійського курортпродторгу                                                                                |                                   |
| Ревкін Михайло Васильович            | Сімферополь              | № 42           | 1-й секретар Сімферопольського міського комітету КПУ                                                                             |                                   |
| Рожина Людмила Іллівна               | Білогірський район       | № 86           | майстер із в’язання трикотажних виробів Білогірського районного комбінату побутового обслуговування                              |                                   |
| Рош Борис Іванович                   | Білогірський район       | № 88           | головний агроном колгоспу «За мир»                                                                                               |                                   |
| Руденко Надія Іллівна                | Красноперекопський район | № 113          | бригадир-рисівник радгоспу «П’ятиозерний»                                                                                        |                                   |
| Руднєва Валентина Василівна          | Алушта                   | № 3            | бригадир виноградарської бригади радгоспу «Алушта»                                                                               |                                   |
| Сазикіна Людмила Іванівна            | Феодосія                 | № 56           | голова Феодосійського міськвиконкому                                                                                             |                                   |
| Самохвалов Борис Анатолійович        | Сакський район           | № 137          | електрослюсар Сакського хімічного заводу імені 50-річчя Радянської України                                                       |                                   |
| Сахаров Юрій Іванович                | Сімферополь              | № 45           | секретар Кримського облвиконкому                                                                                                 |                                   |
| Світличний Володимир Іванович        | Совєтський район         | № 155          | голова Совєтського райвиконкому                                                                                                  |                                   |
| Семенчук Василь Леонтійович          | Джанкойський район       | № 92           | 1-й заступник голови Кримського облвиконкому                                                                                     |                                   |
| Сем'я Варвара Миколаївна             | Сімферополь              | № 31           | закрійниця Сімферопольського шкіряно-взуттєвого комбінату імені Дзержинського                                                    |                                   |
| Сергієнко Олександра Федорівна       | Кіровський район         | № 101          | бригадир виноградарської бригади колгоспу «Україна»                                                                              |                                   |
| Сердюк Микола Кузьмович              | Ленінський район         | № 120          | начальник Кримського обласного управління сільського господарства                                                                |                                   |
| Сєнічкіна Ольга Марківна             | Нижньогірський район     | № 128          | головний агроном колгоспу імені Войкова                                                                                          |                                   |
| Синчаков Віталій Гаврилович          | Севастополь              | № 172          | слюсар-судноскладальник Севастопольського судноремонтного заводу                                                                 |                                   |
| Сирота Григорій Панасович            | Севастополь              | № 179          | голова Кримської обласної ради профспілок                                                                                        |                                   |
| Сичевський Микола Васильович         | Красногвардійський район | № 105          | старший майстер Урожайненського комбінату хлібопродуктів                                                                         |                                   |
| Скоропадська Людмила Юхимівна        | Севастополь              | № 174          | провідниця залізничної станції Севастополь                                                                                       |                                   |
| Слизовський Леонід Макарович         | Феодосія                 | № 64           | керуючий відділку радгоспу «Судак»                                                                                               |                                   |
| Смуригіна Валентина Іванівна         | Севастополь              | № 164          | електрослюсар Севастопольських електроремонтних майстерень                                                                       | повноваження припинені 1971 року  |
| Солодовник Леонід Дмитрович          | Севастополь              | № 178          | секретар Кримського обласного комітету КПУ                                                                                       |                                   |
| Солянкін Микола Іванович             | Ялта                     | № 71           | водій Ялтинського автотранспортного підприємства № 11062                                                                         |                                   |
| Сороколєт Зінаїда Леонтіївна         | Сімферополь              | № 36           | робітниця Сімферопольського консервного заводу імені 1 Травня                                                                    |                                   |
| Ставратій Любов Яківна               | Кіровський район         | № 100          | кранівниця Старокримського заводу залізобетонних виробів                                                                         |                                   |
| Стародубцева Катерина Павлівна       | Чорноморський район      | № 160          | бригадир-тваринник птахофабрики «Донузлавська»                                                                                   |                                   |
| Стенковий Павло Макарович            | Севастополь              | № 167          | голова Севастопольського міськвиконкому                                                                                          |                                   |
| Степанова Віра Іванівна              | Сімферопольський район   | № 154          | бригадир-садовод колгоспу імені Леніна                                                                                           |                                   |
| Ступицький Іван Петрович             | Севастополь              | № 166          | 1-й секретар Кримського обласного комітету ЛКСМУ                                                                                 |                                   |
| Тарасюк Іван Степанович              | Сімферопольський район   | № 151          | голова Сімферопольського райвиконкому                                                                                            |                                   |
| Твердохлєбова Олександра Василівна   | Сімферополь              | № 51           | доцент кафедри Кримського державного педагогічного інституту імені Фрунзе                                                        |                                   |
| Тищенко Валентина Григорівна         | Керч                     | № 23           | контролер-претензіоніст Керченського склотарного заводу                                                                          |                                   |
| Тішин Михайло Леонтійович            | Первомайський район      | № 131          | секретар Кримського обласного комітету КПУ                                                                                       |                                   |
| Токар Любов Петрівна                 | Красногвардійський район | № 110          | бригадир-рільник; старша піонервожата Дубровської восьмирічної школи                                                             |                                   |
| Туркалова Раїса Сергіївна            | Сімферопольський район   | № 148          | бригадир-тютюнник радгоспу «Перевальний»                                                                                         |                                   |
| Фисіна Тамара Макарівна              | Сакський район           | № 142          | бригадир виноградарської бригади радгоспу «Євпаторійський»                                                                       |                                   |
| Фролова Олександра Омелянівна        | Нижньогірський район     | № 127          | голова Нижньогірського райвиконкому                                                                                              |                                   |
| Хвостенко Леонід Володимирович       | Севастополь              | № 185          | старший електромонтер Севастопольської ДРЕС                                                                                      |                                   |
| Хлинов Юрій Олександрович            | Красноперекопський район | № 114          | заступник голови Кримського облвиконкому                                                                                         |                                   |
| Хорець Петро Григорович              | Білогірський район       | № 87           | головний економіст колгоспу «Росія»                                                                                              |                                   |
| Хромова Зоя Іванівна                 | Сімферополь              | № 54           | штампувальниця Сімферопольського механічного заводу «Сантехпром»                                                                 |                                   |
| Церна Віра Іванівна                  | Сімферопольський район   | № 152          | бригадир племферми радгоспу «Червоний»                                                                                           |                                   |
| Чемодуров Трохим Миколайович         | Сімферополь              | № 37           | голова Кримського облвиконкому                                                                                                   |                                   |
| Чорноморець Костянтин Костянтинович  | Ялта                     | № 70           | слюсар Ялтинського міського молокозаводу                                                                                         |                                   |
| Чорноморченко Анастасія Петрівна     | Керч                     | № 18           | стерилізатор консервного цеху Керченського рибоконсервного заводу                                                                |                                   |
| Чубаркіна Тамара Олексіївна          | Ялта                     | № 73           | завідувачка відділення управління санаторіями і будинками відпочинку в Криму                                                     |                                   |
| Чуприна Лідія Іванівна               | Нижньогірський район     | № 129          | робітниця Нижньогірського винно-сокового заводу                                                                                  |                                   |
| Шакалов Михайло Вікторович           | Ялта                     | № 77           | бригадир виноградарської бригади радгоспу «Гурзуф»                                                                               |                                   |
| Шевелєва Валентина Іванівна          | Євпаторія                | № 15           | майстер-пекар Євпаторійського хлібокомбінату                                                                                     |                                   |
| Ширманов Микола Васильович           | Ленінський район         | № 122          | голова Ленінського райвиконкому                                                                                                  |                                   |
| Шляєв Михайло Федорович              | Красноперекопський район | № 117          | голова Красноперекопського райвиконкому                                                                                          |                                   |
| Штикало Федір Єфремович              | Сімферопольський район   | № 149          | завідувач Кримського обласного відділу народної освіти                                                                           | повноваження припинені 1971 року  |
| Щукіна Віра Гнатівна                 | Феодосія                 | № 65           | робітниця радгоспу «Коктебель»                                                                                                   |                                   |
| Юр'єв Юрій Петрович                  | Керч                     | № 26           | капітан сейнера риболовецького колгоспу імені Войкова                                                                            |                                   |
| Яковлєв Анатолій Михайлович          | Сімферополь              | № 48           | бригадир комплексної бригади будівельного управління № 53 тресту «Сімферопольпромбуд»                                            |                                   |
| Жерносек Іван Пилипович              | Сімферопольський район   | № 149          | завідувач Кримського обласного відділу народної освіти                                                                           | дообраний 2.12.1971               |
| Ковальчук Світлана Михайлівна        | Севастополь              | № 164          | слюсар-складальник Севастопольських електроремонтних майстерень                                                                  | дообрана 2.12.1971                |
| Кривошеєв Віктор Іванович            | Бахчисарайський район    | № 83           | завідувач механічних майстерень радгоспу «Ароматний»                                                                             | дообраний 27.09.1972              |
| Рощупкін Олександр Мефодійович       | Керч                     | № 19           | секретар Кримського обласного комітету КПУ                                                                                       | дообраний 27.09.1972              |
| Шешуков Вікентій Іванович            | Ялта                     | № 74           | начальник комбінату «Кримбуд» | дообраний 27.09.1972              |
| Жорич Анатолій Петрович              | Севастополь              | № 182          | начальник Кримського обласного управління внутрішніх справ                                                                       | дообраний 26.11.1972              |
| Козлова Раїса Олексіївна             | Сімферополь              | № 55           | майстер цеху Сімферопольського заводу телевізорів                                                                                | дообрана 26.11.1972               |

28 червня 1971 року відбулася 1-а сесія Кримської обласної ради депутатів трудящих 13-го скликання. Головою виконкому обраний Чемодуров Трохим Миколайович; першим заступником голови виконкому — Семенчук Василь Леонтійович;  заступниками голови виконкому — Абрамова Надія Устинівна, Барановський Василь Васильович,  Хлинов Юрій Олександрович; секретарем облвиконкому — Сахаров Юрій Іванович.
Членами виконкому ради обрані: Білолипецька Тамара Степанівна, Гарматько Іван Миколайович, Захаров Віталій Федорович, Ільїн Віктор Іванович, Кириченко Микола Карпович, Куришев Олександр Іванович, Лозовий Михайло Панасович, П'янков Федір Олександрович, Сердюк Микола Кузьмович.
Головами комісій Кримської обласної Ради депутатів трудящих обрані: мандатної — Коноваленко Михайло Михайлович, планово-бюджетної — Радченко Михайло Іванович, з питань промисловості, транспорту і зв'язку — Дубов Валентин Федорович, з питань сільського господарства — Авраамов Георгій Миколайович, з питань народної освіти — Твердохлєбова Олександра Василівна, з питань культурно-освітньої роботи — Сазикіна Людмила Іванівна, з питань торгівлі і громадського харчування — Вершков Дмитро Дементійович, з питань охорони природи — Кравець Микита Лаврентійович, з питань побутового обслуговування населення — Планетов Семен Олександрович, з питань будівництва і промисловості будівельних матеріалів — Шляєв Михайло Федорович, з питань комунального господарства, благоустрою і шляхового будівництва — Мисов Леонід Дмитрович, з питань соціалістичної законності і охорони державного та громадського порядку — Корнєєв Микола Іванович, з питань охорони здоров'я і соціального забезпечення — Іванов Георгій Іларіонович, у справах молоді — Емін Аркадій Кузьмович.
Сесія затвердила обласний виконавчий комітет у складі: голова планової комісії — Куришев Олександр Іванович, завідувач відділу народної освіти — вакансія (з грудня 1971 Жерносек Іван Пилипович), завідувач відділу охорони здоров'я —Мецов Петро Георгійович, завідувач фінансового відділу— П'янков Федір Олександрович, завідувач відділу соціального забезпечення — Кучерук Микола Ілліч, завідувач відділу комунального господарства — Низовий Іван Никонович, завідувач відділу цін — Курилов В.Я., завідувач відділу з використання трудових резервів — Максименко М.К.,  завідувач організаційно-інструкторського відділу — Татарников Олексій Ілліч, завідувач архівного відділу — Бєлікова Олександра Дем'янівна, завідувач загального відділу — Левченко Григорій Федорович, начальник відділу у справах будівництва і архітектури — Мелік-Парсаданов Віктор Паруйрович, завідувач відділу юстиції — Панченко Я.П., начальник управління внутрішніх справ — Захаров Віталій Федорович, начальник управління сільського господарства — Сердюк Микола Кузьмович, начальник управління меліорації і водного господарства — Шавін Олександр Федорович, начальник управління торгівлі — Макєєв Андрій Іванович, начальник управління місцевої промисловості — Зав'ялов Петро Михайлович, начальник управління побутового обслуговування населення — Кайоткін В'ячеслав Миколайович, начальник управління професійно-технічної освіти — Домбровський Олександр Олександрович, начальник управління культури — Івановський Георгій Васильович, начальник управління кінофікації — Мірошниченко Володимир Миколайович, начальник виробничо-технічного управління зв'язку – Проскурін Іван Прокопович, начальник управління з преси— Клязника Володимир Єгорович, начальник управління хлібопродуктів — Канібас П.Ф., начальник управління харчової промисловості — Раєвський Д.І., начальник управління лісового господарства і лісозаготівель — Ісаєнко О.Б., начальник управління капітального будівництва — Усик Аркадій Михайлович, начальник виробничого управління будівництва та експлуатації автомобільних доріг — Строков Я.А., начальник управління постачання і збуту — Бєлоконь Панас Микитович, голова комітету з телебачення і радіомовлення — Щербаченко Я.С., голова комітету з фізичної культури і спорту — Мітін І.І., голова комітету народного контролю —Гарматько Іван Миколайович. 